# Busoro
Busoro är ett vattendrag i Burundi. Det ligger i den nordöstra delen av landet, 120 kilometer öster om huvudstaden Bujumbura.
Omgivningarna runt Busoro är en mosaik av jordbruksmark och naturlig växtlighet. Runt Busoro är det ganska tätbefolkat, med 111 invånare per kvadratkilometer.